# Méddy Lina
Méddy Lina (Les Abymes, Isla de Guadalupe, 11 de enero de 1986) es un futbolista de Isla de Guadalupe que juega en la posición de lateral derecho con el ANJÉ Les Abymes de la División de Honor de Guadalupe.

## Carrera

### Club
| Periodo   | Club                  |
| --------- | --------------------- |
| 2003-2006 | Red Star Baie-Mahault |
| 2006–2009 | Evolucas              |
| 2009–2011 | Vannes OC             |
| 2010–2012 | Vannes OC II          |
| 2012–2013 | SM Caen II            |
| 2013      | AS Cherbourg          |
| 2013–2014 | ES Uzès Pont du Gard  |
| 2014–2017 | AS Béziers            |
| 2017–2021 | US Boulogne           |
| 2019      | US Boulogne II        |
| 2021–2023 | Solidarité Scolaire   |
| 2023-     | ANJÉ Les Abymes       |

### Selección nacional
Debutó con Guadalupe el 18 de enero de 2018 en la victoria por 3-0 sobre Dominica en un partido amistoso en Roseau; ha participado en dos ediciones de la Copa de Oro de la Concacaf.

## Logros
- División de Honor de Guadalupe (2): 2007/08, 2021/22